# Международна общност
Международната общност е широк термин, описващ голяма общност от страни. Може да се отнася за:
- всички страни по света;
- страните – членки на ООН;
- страните – членки на Съвета за сигурност на ООН, чийто състав е променлив;
- страни с голямо геополитическо влияние, най-често САЩ и съюзниците им.

Терминът често се използва от медиите, най-често в контекста на изразяване на позиция на голяма група страни със сходни виждания върху дадено събитие. Такова събитие може да е провъзгласяване на независимост, погазване на човешки права или обявяване на война от дадена държава. Случва се международната общност да е разделена, например част от страните в даден геополитически блок да застанат на противопоставящи се позиции, какъвто например е случаят с някои членки на НАТО по отношение на войната в Ирак през 2003 г. или в Ливан през 2006 г.
В някои случаи определени страни използват термина „международна общност“ само в смисъла на своя геополитически блок.